# Tillomorpha lineoligera
Tillomorpha lineoligera là một loài bọ cánh cứng trong họ Cerambycidae.